# Thorsby (Alabama)
Thorsby es un pueblo ubicado en el condado de Chilton en el estado estadounidense de Alabama. En el censo de 2000, su población era de 1820.

## Demografía
En el 2000 la renta per cápita promedia del hogar era de $ 36.635$, y el ingreso promedio para una familia era de 46.328$. El ingreso per cápita para la localidad era de 16.956$. Los hombres tenían un ingreso per cápita de 31.667$ contra 23.810$ para las mujeres.

## Geografía
Thorsby está situado en 32°55′1″N 86°42′57″O / 32.91694, -86.71583 (32.916992, -86.715956)
Según la Oficina del Censo de los EE. UU., la ciudad tiene un área total de 5.15 millas cuadradas (13.33 km²).